# Rodolfo Damaggio
Rodolfo Goulart Damaggio (11  de abril de 1965) é um ilustrador de história em quadrinhos, concept artist e animador brasileiro.

## Biografia
Iniciou a carreira como animador no estúdio "Start Desenhos Animados de Walbercy Ribas, em 1990, recebeu um convite para trabalhar na Walt Disney Pictures, contudo, não obteve o visto de trabalho e teve que voltar ao Brasil, no ano seguinte, conhece o veterano Neal Adams e torna-se animador do estúdio de Michael Sporn, onde trabalho por dois anos. Em 1993, iniciou a carreira nos quadrinhos, ilustrando para a DC Comics personagens como Batman, Superman e Arqueiro Verde, para a editora Continuity de Neal Adams, ilustrou a personagem Samuree, Na DC, trabalhou com quadrinhos relacionados com filmes, como a quadrinização do filme Batman & Robin e um crossover Batman vs Predator, por indicação de um editor da DC, conheceu David Lowery, reponsável pelos storyboards dos filmes da franquia Jurassic Park, que o convidou para colaborar nos storyboards do filme Virus, baseado em uma história em quadrinhos publicada pela Dark Horse Comics.